# Distesa salata di Maṭṭī
La distesa salata di Maṭṭī (Sabkhat Maṭṭī) è il letto di un lago, ormai completamente prosciugato, al confine tra Arabia Saudita ed Emirati Arabi Uniti. «Sabkha» in arabo significa «distesa di sale». Ai primi topografi occidentali che si avventurarono nella regione i beduini raccontarono che questa distesa prendeva il nome da un tale di nome Maṭṭī che vi era scomparso nel nulla cercando di attraversarla. Si estende per una lunghezza di circa 96 km lungo le coste del golfo Persico, a sud-est del Qatar. Conca di origine geologica, essa è una vera e propria sinclinale dal fondo argilloso e spesso incrostato di sale e di gesso.